# Kościół Świętej Trójcy w Czaplinku
Kościół Świętej Trójcy w Czaplinku – rzymskokatolicki kościół parafialny należący do dekanatu Barwice, diecezji koszalińsko-kołobrzeskiej, metropolii szczecińsko-kamieńskiej, zlokalizowany w Czaplinku, w powiecie drawskim, w województwie zachodniopomorskim.

## Historia i architektura
Świątynia nazywana jest przez mieszkańców miasta „małym kościółkiem”. Budowla powstała na przełomie XIV i XV wieku na miejscu, gdzie zapewne stał drewniany zamek templariuszy i joannitów, a wcześniej słowiański gród, na wzniesieniu zwanym „Kazimierzowskim”. Świątynia jest orientowana. Wzniesiona jako przysadzista budowla z kamienia polnego, posiada cechy stylu gotyckiego z elementami romanizmu. Jednak wielokrotne odbudowy po pożarach spowodowały zatarcie pierwotnej formy. Kościół jest bez wieży. Istniejąca wcześniej, spaliła się w 1725 roku i nie została odbudowana.

## Wyposażenie
We wnętrzu świątyni znajduje się unikatowy ołtarz baldachimowy w stylu barokowym. Nakrywa go drewniany, złocony baldachim, podparty przez sześć kolumn, ozdobiony przez figurki aniołów. Z boku ołtarza znajdują się wybudowane w XIX wieku skrzydła. Obok ołtarza znajduje się zbudowana w 1823 roku drewniana ambona w stylu klasycystycznym. Wewnątrz świątyni mieści się kopia obrazu Rubensa „Święta Trójca” oraz figuralne polichromie przedstawiające świętych, doktorów kościoła, namalowane na początku XIX wieku, a także sceny Zwiastowania i Narodzenia. Nad wejściem głównym są umieszczone zabytkowe organy Sauera o 7 głosach z XIX wieku.

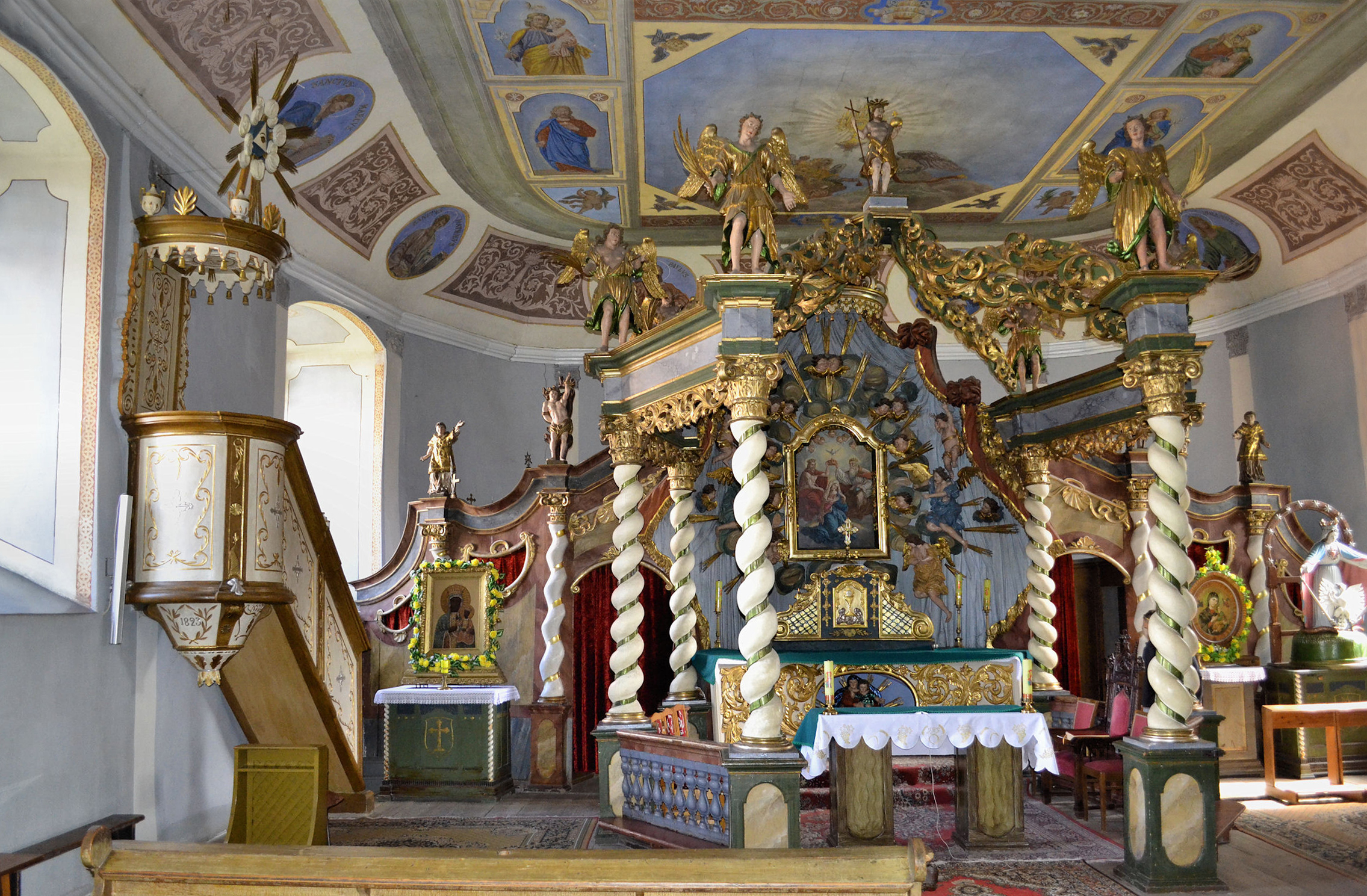
Wnętrze kościoła